# Лянда, Юлий Авраамович
Юлий Авраамович Лянда (29 марта 1892, Минск — 1960, Ленинград) — советский специалист в области военной ветеринарии, начальник ветеринарного отдела Ленинградского военного округа, генерал-лейтенант ветеринарной службы (1944).

## Биография
Родился 29 марта 1892 года в Минске в семье врача. 
Окончил ветеринарный факультет Варшавской Высшей школы сельского хозяйства в 1915 году. С 1918 года в Красной Армии, участник Гражданской войны. В 1925—1941 годах начальник ветеринарных отделов ряда военных округов. 
С началом Великой Отечественной войны ветеринарный врач Северного (в 1941 году) и Ленинградского (с 1942 по 1945 год) фронтов. 
С 1945 года начальник ветеринарного отдела Ленинградского военного округа. С января 1945 года читал курс лекций по военно-ветеринарной службе в Ленинградском ветеринарном институте. В июне 1946 года — профессор. С 1949 года в отставке.
Умер 19 августа 1960 года в Ленинграде. Похоронен на Еврейском кладбище Санкт-Петербурга.

### Звания
- бригветврач, 28 декабря 1935[2];
- дивветврач;
- корветврач;
- генерал-майор ветеринарной службы, 31 марта 1943;
- генерал-лейтенант ветеринарной службы, 2 ноября 1944.

### Награды
- Орден Ленина;
- Орден Красного Знамени;
- Орден Красного Знамени;
- Орден Отечественной войны 1-й степени;
- Орден Отечественной войны 1-й степени;
- Орден Отечественной войны 2-й степени;
- Орден Красной Звезды;
- Медаль «XX лет Рабоче-Крестьянской Красной Армии»;
- Медаль «30 лет Советской Армии и Флота».